# Peter Donald
Peter Alexander Donald (San Francisco, 15 mei 1945) is een Amerikaanse jazzdrummer.

## Biografie
Peter Donald groeide op in Woodside (Californië). Op 14-jarige leeftijd verhuisde zijn familie naar Boston. Hij studeerde daar van 1964 tot 1969 bij Alan Dawson en studeerde compositie aan het Berklee College of Music van 1968 tot 1970. Van 1966 tot 1958 speelde hij in de Boston Youth Band van John LaPorta. Zijn eerste professionele baan als muzikant was in 1965 bij Red Norvo. Vervolgens woonde hij in Los Angeles, waar hij in 1972/1974 Carmen McRae vergezelde. Toen was hij tot 1979 lid van de Toshiko Akiyoshi-Lew Tabackin Big Band en werkte hij o.a. mee aan hun album Insights. In Europa was Donald vooral bekend om zijn lidmaatschap van het kwartet van John Abercrombie, waarvan hij lid was van 1978 tot 1982 en was o.a. te horen op de ECM Records-albums Abercrombie Quartet, M en Arcade. In 1982 speelde hij in het kwintet van Warne Marsh en Gary Foster, in 1985 met het trio van Denny Zeitlin en in 1987 met Bob Florence. Meest recentelijk was hij betrokken bij producties van George Mraz en het Dave Pell Octet (Sunday Afternoons at the Lighthouse Cafe, 2005). Donald werkte ook als ondernemer voor promotionele muziekproducties en gaf vanaf 1985 les aan de Grove School of Music. Hij schreef verschillende leerboeken over drummen.